# Андрейшур
Андрейшу́р (удм. Андрейшур) — село в Балезинском районе Удмуртии. Центр Андрейшурского сельского поселения.
Население — 699 человек (2007; 66 в 1961).
Через село протекает речка Пулыбка, левый приток Чепцы.
Через село проходит железная дорога (Игринское направление Ижевского отделения Горьковской железной дороги). Имеется станция Андрейшур.
В селе имеются улиц: Восточная, Лесная, Луговая, Мира, Прудовая, Садовая, Советская, Сосновая, Торопова, Угловая, Цветочная и Школьная.
ГНИИМБ 	: 1837
Индекс 	: 427520